# تفجير عفرين 2020
حصلَ تفجيرُ عفرين في الثامن والعشرين من نيسان/أبريل 2020 حينما انفجرَ صهريجٌ مفخخٌ في مدينة عفرين شمالي سوريا ما تسبّبَ في مقتل 40 مدنيًا على الأقل بينهم 11 طفلًا وإصابة 47 آخرين بجروح متفاوتة الخطورة.

## خلفيّة
تخضعُ منطقة عفرين لسيطرةِ تركيا والجيش الوطني السوري وذلك منذ عام 2018 حينما نجحَ الجيش التركي بمساعدةٍ من فصائل في المعارضة السوريّة في طردِ القوات الكردية المحليّة من المدينة التي شهدت ارتفاعًا ملحوظًا في عددِ العمليّات الانتحاريّة والتفجيرات عبر السيارات المفخّخة منذ عامين.

## التفجير
في الساعات الأولى من صباح يوم الثلاثاء الموافق للثامن والعشرين من نيسان/أبريل 2020؛ انفجرَ صهريجٌ مفخخٌ مليء بمادة المازوت، في شارع راجو المزدحمِ وسط مدينة عفرين التي تخضعُ لسيطرة الجيش الوطني السوري المدعومِ من تركيا. كان صوتُ الانفجار قويًا؛ وقد التُقطت صورٌ وفيديوهات من موقع العمليّة أظهرت دخانًا أسود كثيفًا يتصاعدُ فوق منطقة سكنية بينما كانت تحترقُ عددٌ من السيارات وأكشاك بيع المواد الغذائية.

## الخسائر
أشارت التقارير الأوليّة لمقتلِ عددٍ من المدنيين وجرحِ عشرات آخرين؛ كما تحدثت وسائلُ إعلامٍ محليّةٍ عن مقتلِ ستةٍ على الأقل من عناصر الجيش الوطني السوري.

## المسؤولية
مباشرةً بعد العمليّة؛ اتهمت تركيا وحدات حماية الشعب الكرديّة بالوقوفِ وراء الهجوم؛ حيثُ وردَ في بيانٍ لوزارة الدفاع التركية: «لقد استهدفت منظمة بي كا كا/ي ب ك عدوة الإنسانية المدنيين الأبرياء في عفرين مجددًا.» قبل أن تنشر هذه الأخيرة على حسابها الرسمي عبر موقع تويتر ما قالت إنّها محاولاتٌ من 15 عنصرًا من وحدات حماية الشعب التسلل إلى منطقة نبع السلام واستهداف الجيش التركي الذي ردَّ على عناصر الوحدات فقتلَ 11 منهم واعتقل البقيّة دون تعرشض أي عنصرٍ من الجيش التركي أو القوات الصديقة لأي إصابات.